# Cratere Regina
Regina  è un cratere sulla superficie di Venere.